# Фотоаппараты СССР
В этом списке представлены пластиночные и плёночные фотоаппараты, выпускавшиеся в СССР до декабря 1991 года, а также выпущенные в России, на Украине и в Белоруссии после 1991 года.

## Довоенный период
| Наименование (год выпуска)  | Изображение                       | Завод                                                                            | Краткое описание |
| --------------------------- | --------------------------------- | -------------------------------------------------------------------------------- | --- |
| ЭФТЭ (АРФО) 1929-1938       |                                   | Промыслово-кооперативное товарищество «Фото-Труд», Московская артель «Фото-Труд» | Первые советские серийные фотоаппараты. Складные пластиночные шкальные фотоаппараты с размером кадра 9×12 см. Центральный затвор. Модель «АРФО-4» имела размер кадра 6,5×9 см. Объективы и затворы для большинства экземпляров производились ГОМЗ. Изображённый фотоаппарат «АРФО-2» некомплектный, отсутствует затвор и объектив, установлен муляж. |
| Фотокор № 1 1930-1941       |                                   | ГОМЗ                                                                             | Складной пластиночный шкальный фотоаппарат с размером кадра 9×12 см. Центральный затвор. |
| Турист 1934-1940            |                                   | ГОМЗ                                                                             | Складной пластиночный шкальный фотоаппарат с размером кадра 6,5×9 см. Центральный затвор. |
| ФЭД 1934-1955               |                                   | ФЭД                                                                              | Малоформатный дальномерный фотоаппарат. Шторный затвор, объективы сменные, крепление — резьба М39×1/28,8. Копия немецкого фотоаппарата «Leica II». |
| Спорт 1935-1941             |                                   | ГОМЗ                                                                             | Малоформатный однообъективный зеркальный фотоаппарат. Шторный затвор. |
| Лилипут 1937-1940           |                                   | ГОМЗ                                                                             | Простейший фотоаппарат с размером кадра 24×24 мм. Центральный затвор с двумя выдержками, бескассетная зарядка 35-мм перфорированной фотоплёнкой. Видоискатель оптический, объектив жёстковстроенный. |
| Репортёр 1937-1941          |                                   | ГОМЗ                                                                             | Складной пластиночный дальномерный фотоаппарат с размером кадра 6,5×9 см. Шторный затвор с выдержками от 1/5 до 1/1000 сек. Видоискатель оптический, объектив «Индустар-7» 3,5/105, сменный, с байонетным креплением. |
| ФЭД-Б 1938 ? — 1941         | Свободное изображение отсутствует | ФЭД                                                                              | Модификация фотоаппарата «ФЭД», Шторный затвор с увеличенным диапазоном выдержек, штатный объектив с бо́льшей светосилой. |
| ФЭД-С 1938-1941             | Свободное изображение отсутствует | ФЭД                                                                              | Модификация фотоаппарата «ФЭД», Шторный затвор с увеличенным диапазоном выдержек, штатный объектив с бо́льшей светосилой. |
| Смена (довоенная) 1939-1941 |                                   | ГОМЗ                                                                             | Складной малоформатный шкальный фотоаппарат, центральный затвор. Бескассетная зарядка 35-мм перфорированной фотоплёнкой. Видоискатель рамочный. |
| Ученик 1930-е годы          | Свободное изображение отсутствует | Ленинградская фабрика «Новая школа»                                              | Простейший фотоаппарат, представляет собой две картонные коробки, вставляемые одна в другую. Однолинзовый объектив, фотопластинки размером 4,5×6 см. Видоискатель и затвор отсутствуют. |
| Малютка 1940-1941           |                                   | ГОМЗ                                                                             | Простейший фотоаппарат, аналогичен камере «Лилипут». |

## 1946—1959 год
| Наименование (год выпуска)       | Изображение                       | Завод                      | Краткое описание |
| -------------------------------- | --------------------------------- | -------------------------- | --- |
| Комсомолец 1946-1951             |                                   | ГОМЗ                       | Среднеформатный двухобъективный зеркальный фотоаппарат, видоискатель зеркальный, только для визирования и кадрирования, фокусировка по шкале расстояний (шкальный фотоаппарат). Центральный затвор. Плёнка типа 120, размер кадра 6×6 см. Разработан на базе конструкции немецкого двухобъективного зеркального фотоаппарата 1930-х годов «Voigtländer Brilliant». |
| Москва-1 1946-1946               |                                   | КМЗ                        | Среднеформатный шкальный фотоаппарат, складной (с мехом) корпус. Центральный затвор. Плёнка типа 120, размер кадра 6×9 см. Камера создана на базе фотоаппарата «Zeiss Ikonta» (вариант «C», модель 521/2) немецкой фирмы Zeiss Ikon. |
| Киев-2 1947-1955                 |                                   | Арсенал                    | Малоформатный дальномерный фотоаппарат, Камера создана на базе немецкой камеры «Contax II». Экспонометр отсутствует. Фотографический затвор с гибкими металлическими шторками из звеньев, крепление объективов — байонет Contax-Киев. |
| Москва-2 1947-1956               |                                   | КМЗ                        | Среднеформатный дальномерный фотоаппарат, складной (с мехом) корпус. Центральный затвор. Плёнка типа 120, размер кадра 6×9 см. Камера создана на базе фотоаппарата «Zeiss Super Ikonta» (вариант «C», модель 531/2) немецкой фирмы Zeiss Ikon. |
| Зоркий 1948-1956                 |                                   | КМЗ                        | Малоформатный дальномерный фотоаппарат. Копия первого «ФЭДа». Видоискатель и дальномер раздельные. Крепление объективов — резьба М39×1/28,8 мм. Шторный затвор. |
| ВТСВС 1949-1950                  | Свободное изображение отсутствует | Алмаз (по одной из версий) | Малоформатный дальномерный фотоаппарат. Копия первого «ФЭДа». Видоискатель и дальномер раздельные. Крепление объективов — внутренний байонет Contax-Киев. Шторный затвор. |
| Любитель 1950-1956               |                                   | ГОМЗ                       | Среднеформатный двухобъективный зеркальный фотоаппарат. Центральный затвор. Плёнка типа 120, размер кадра 6×6 см. Разработан на основе фотоаппарата «Комсомолец». |
| Москва-3 1950-1951               |                                   | КМЗ                        | Пластиночный шкальный фотоаппарат, складной (с мехом) корпус, размер кадра 6,5×9 см. Центральный затвор. Модификация камеры «Москва-1». |
| Зоркий-3 1951-1956               |                                   | КМЗ                        | Малоформатный дальномерный фотоаппарат. Крепление объективов — резьба М39×1/28,8 мм. Видоискатель и дальномер совмещённый, шторный затвор с увеличенным диапазоном выдержек, съёмная задняя стенка. Установка выдержек двумя головками. |
| Зенит 1952-1956                  |                                   | КМЗ                        | Малоформатный однообъективный зеркальный фотоаппарат. Разработан на базе первого «Зоркого». Шторный затвор. Крепление объективов — резьба М39×1/45,2 мм. |
| Киев-3 1952-1955                 |                                   | Арсенал                    | Малоформатный дальномерный фотоаппарат, копия немецкой камеры «Contax III». Селеновый экспонометр. Фотографический затвор с гибкими металлическими шторками из звеньев, крепление объективов — байонет Contax-Киев. |
| Момент 1952-1954                 |                                   | ГОМЗ                       | Складной (с мехом) фотоаппарат одноступенного процесса с размером кадра 8×10,5 см. Проявление фотоматериала в камере. Центральный затвор, видоискатель рамочный или оптический с зеркалом. |
| Ученик 1952-1954                 | Свободное изображение отсутствует | ГОМЗ                       | Складной (с мехом) пластиночный фотоаппарат с размером кадра 9×12 см. Центральный затвор. Изготовлен на базе фотоаппарата «Момент». |
| Смена (послевоенная) 1953-1962   |                                   | ГОМЗ ММЗ                   | Малоформатный шкальный фотоаппарат для начинающих фотолюбителей. Центральный затвор. Видоискатель оптический. Обратная перемотка отснятой плёнки отсутствует, съёмка в пустую кассету. |
| Зоркий-2 1954-1956               |                                   | КМЗ                        | Малоформатный дальномерный фотоаппарат, модификация первого «Зоркого» с автоспуском. |
| Зоркий-3М 1954-1956              |                                   | КМЗ                        | Малоформатный дальномерный фотоаппарат, модификация камеры «Зоркий-3», изменена верхняя панель, установка выдержек только одной головкой. |
| Зенит-С 1955-1961                |                                   | КМЗ                        | Малоформатный однообъективный зеркальный фотоаппарат. Разработан на базе первого «Зенита». Шторный затор. Крепление объективов — резьба М39×1/45,2 мм. Синхроконтакт с регулируемым временем упреждения. Унифицирован с камерой «Зоркий-С». |
| Зоркий-3С 1955-1956              |                                   | КМЗ                        | Малоформатный дальномерный фотоаппарат, модификация камеры «Зоркий-3М», добавлен синхроконтакт с регулируемым временем упреждения. |
| Зоркий-С 1955-1958               |                                   | КМЗ                        | Малоформатный дальномерный фотоаппарат, модификация первого «Зоркого», изменена верхняя панель. Синхроконтакт с регулируемым временем упреждения. Унифицирован с камерой «Зенит-С». |
| Любитель-2 1955-1979             |                                   | ГОМЗ                       | Модификация фотоаппарата «Любитель». Среднеформатный двухобъективный зеркальный фотоаппарат. Центральный затвор. Плёнка типа 120, размер кадра 6×6 см. Наличие автоспуска и синхроконтакта. |
| Москва-4 первый выпуск 1955-1958 |                                   | КМЗ                        | Среднеформатный дальномерный фотоаппарат, складной (с мехом) корпус. Центральный затвор. Плёнка типа 120, размер кадра 6×9 см, вкладыш на 6×6 см. Модификация камеры «Москва-2». |
| Москва-4 второй выпуск ?         | Свободное изображение отсутствует | КМЗ                        | Среднеформатный дальномерный фотоаппарат, складной (с мехом) корпус. Центральный затвор. Плёнка типа 120, размер кадра 6×9 см, вкладыш на 6×6 см. Внешний вид как у камеры «Москва-5». |
| Нева 1955-1958                   | Свободное изображение отсутствует | ГОМЗ                       | Среднеформатный двухобъективный зеркальный фотоаппарат. Центральный затвор. Плёнка типа 120, размер кадра 6×6 см. Наличие автоспуска и синхроконтакта. По сравнению с аппаратом «Любитель-2» улучшены технические характеристики и изменён внешний вид. Выпущен в малом количестве.                                                                                |
| Смена-2 1955-1962                |                                   | ГОМЗ ММЗ                   | Малоформатный шкальный фотоаппарат для начинающих фотолюбителей. Центральный затвор. Модификация первой послевоенной «Смены». Основное отличие — наличие автоспуска и синхроконтакта. |
| Спутник 1955-1973                |                                   | ГОМЗ                       | Среднеформатный трёхобъективный зеркальный стереоскопический фотоаппарат. Разработан на базе двухобъективной зеркальной камеры «Любитель-2». Видоискатель зеркальный. Два съёмочных объектива, два синхронизированных центральных затвора. Плёнка типа 120, два кадра с размером 6×6 см.                                                                           |
| ФЭД-2 первый выпуск 1955-1956    |                                   | ФЭД                        | Малоформатный дальномерный фотоаппарат. Крепление объективов — резьба М39×1/28,8 мм. Видоискатель и дальномер совмещённый, база дальномера 65 мм. Шторный затвор, съёмная задняя стенка. Синхроконтакт и автоспуск отсутствуют. |
| Зоркий-2С 1956-1960              |                                   | КМЗ                        | Малоформатный дальномерный фотоаппарат. Модификация фотоаппарата «Зоркий-С», добавлен автоспуск. |
| Зоркий-4 1956-1973               |                                   | КМЗ                        | Малоформатный дальномерный фотоаппарат, модификация камеры «Зоркий-3С», добавлен автоспуск. |
| Киев-2А 1956-1958                |                                   | Арсенал                    | Малоформатный дальномерный фотоаппарат, модификация камеры «Киев-2», добавлен синхроконтакт. Экспонометр отсутствует. |
| Киев-3А 1956-1958                |                                   | Арсенал                    | Малоформатный дальномерный фотоаппарат, модификация камеры «Киев-3», добавлен синхроконтакт. Селеновый экспонометр. |
| Ленинград 1956-1968              |                                   | ГОМЗ                       | Малоформатный дальномерный фотоаппарат. Крепление объективов — резьба М39×1/28,8 мм. Видоискатель и дальномер совмещённый, шторный затвор с увеличенным диапазоном выдержек, съёмная задняя стенка. Перемотка плёнки и взвод затвора пружинным двигателем, серийная съёмка. Кадровые рамки в поле зрения видоискателя для сменных объективов.                      |
| Москва-5 1956-1960               |                                   | КМЗ                        | Среднеформатный дальномерный фотоаппарат, складной (с мехом) корпус. Центральный затвор. Плёнка типа 120, размер кадра 6×9 см, вкладыш на 6×6 см. По сравнению с аппаратами «Москва-2» и «Москва-4» первого выпуска изменена конструкция верхней панели. Фотоаппарат «Москва-4» второго выпуска имел такой же внешний вид.                                         |
| ФЭД-2 второй выпуск 1956-1958    |                                   | ФЭД                        | Малоформатный дальномерный фотоаппарат. По сравнению с камерой «ФЭД-2» первого выпуска добавлен синхроконтакт. |
| Киев-4 1957-1979                 |                                   | Арсенал                    | Малоформатный дальномерный фотоаппарат, модификация камеры «Киев-3А». |
| Комета 1957                      | Свободное изображение отсутствует | КМЗ                        | Малоформатный дальномерный фотоаппарат. Шторный затвор. Полуавтоматическая установка экспозиции, экспонометрическое устройство с селеновым элементом. Крепление объективов — по типу байонет Leica M. Серийно не выпускался. |
| Салют 1957-1972                  |                                   | Арсенал                    | Среднеформатный однообъективный зеркальный фотоаппарат модульной компоновки. Плёнка типа 120. Размер кадра 6×6 см. Крепление объективов — байонет В. Штатный видоискатель складной шахтный. Фотографический затвор с гибкими шторками из фольги. Разработан на основе шведского фотоаппарата «Hasselblad 1600F».                                                   |
| Юность 1957-1961                 |                                   | ГОМЗ                       | Малоформатный дальномерный фотоаппарат с несменным объективом. Центральный затвор. Видоискатель и дальномер раздельный. |
| Зоркий-5 1958-1959               |                                   | КМЗ                        | Малоформатный дальномерный фотоаппарат. Разработан на базе первых «Зорких». Крепление объективов — резьба М39×1/28,8 мм. Видоискатель и дальномер совмещённый, шторный затвор. База дальномера 65 мм. Курковый взвод затвора и перемотки плёнки. Унифицирован с однообъективным зеркальным фотоаппаратом «Зенит-3».                                                |
| Киев-4А 1958-1980                |                                   | Арсенал                    | Малоформатный дальномерный фотоаппарат, модификация камеры «Киев-2А». Экспонометр отсутствует. |
| Смена-3 1958-1960                |                                   | ГОМЗ                       | Малоформатный шкальный фотоаппарат для начинающих фотолюбителей. Центральный затвор. Фотоаппарат представлял модификацию послевоенного фотоаппарата «Смена» с курковым механизмом перемотки плёнки (курок под левую руку). Отсутствие автоспуска и синхроконтакта.                                                                                                 |
| Смена-4 1958-1960                |                                   | ГОМЗ                       | Малоформатный шкальный фотоаппарат для начинающих фотолюбителей. Центральный затвор. Фотоаппарат представлял модификацию послевоенного фотоаппарата «Смена» с курковым механизмом перемотки плёнки (курок под левую руку). Наличие автоспуска и синхроконтакта. |
| Старт 1958-1964                  |                                   | КМЗ                        | Малоформатный однообъективный зеркальный фотоаппарат высокого класса. Шторный затвор с увеличенным диапазоном выдержек. Съёмная пентапризма, зеркальный видоискатель с большим полем зрения. Объектив с «прыгающей» диафрагмой, крепление — байонет особой конструкции. Курковый взвод затвора и перемотки плёнки.                                                 |
| ФТ-2 1958-1965                   |                                   | КМЗ                        | Панорамный фотоаппарат, плёнка типа 135, размер кадра 24×110 мм. Объектив и затвор смонтированы во вращающемся барабане (используется принцип сканирования). Видоискатель рамочный. Объектив жестковстроенный, одно значение диафрагмы, три выдержки. |
| ФЭД-2 третий выпуск 1958-1969    |                                   | ФЭД                        | Малоформатный дальномерный фотоаппарат. По сравнению с камерой «ФЭД-2» второго выпуска добавлен автоспуск. |
| Эстафета 1958-1961               |                                   | ГОМЗ ММЗ                   | Среднеформатный шкальный фотоаппарат, видоискатель оптический. Центральный затвор. Плёнка типа 120, размер кадра 6×6 и вкладыш на 4,5×6 см. Объектив несъёмный складной (тубусный). |
| Юнкор 1958-1964                  | Свободное изображение отсутствует | КМЗ                        | Среднеформатный простейший фотоаппарат. Плёнка типа 120, размер кадра 6×6 и вкладыш на 4,5×6 см. Фотографический затвор с выдержкой 1/60 с и «В». |
| Заря 1959-1961                   |                                   | ФЭД                        | Малоформатный шкальный фотоаппарат, разработан на базе дальномерного фотоаппарата «ФЭД-2». Шторный затвор. Крепление объективов — резьба М39×1/28,8 мм. Автоспуск отсутствует. |
| Зоркий-6 1959-1966               |                                   | КМЗ                        | Малоформатный дальномерный фотоаппарат. Неразъёмный литой корпус. Крепление объективов — резьба М39×1/28,8 мм. Видоискатель и дальномер совмещённый, шторный затвор. База дальномера 65 мм. Курковый взвод затвора и перемотки плёнки. Унифицирован с однообъективным зеркальным фотоаппаратом «Зенит-3М». Внешний вид — как у фотоаппарата «Зоркий-5».            |
| Мир 1959-1961                    |                                   | КМЗ                        | Малоформатный дальномерный фотоаппарат, модификация камеры «Зоркий-4» с уменьшенным диапазоном выдержек. Шторный затвор. |

## 1960—1969 год
| Наименование (год выпуска)       | Изображение                       | Завод      | Краткое описание |
| -------------------------------- | --------------------------------- | ---------- | --- |
| Друг Зоркий-7 1960-1962          |                                   | КМЗ        | Малоформатный дальномерный фотоаппарат. Крепление объективов — резьба M39×1/28,8, в поле зрения видоискателя — кадровая рамка для объективов с фокусным расстоянием 50 и 85 мм. Шторный затвор. Особенность конструкции — ручной привод взвода затвора и перемотки плёнки по принципу приставки Leicavit (фотоаппараты семейства Leica M). См. фото приставки.                       |
| Зенит-3 1960-1962                |                                   | КМЗ        | Малоформатный однообъективный зеркальный фотоаппарат. Шторный затвор. Курковый взвод затвора и перемотки плёнки, нижняя зарядка плёнки. Крепление объективов — резьба M39×1/45,2. Модификация фотоаппарата «Зенит-С», унифицирован с дальномерным аппаратом «Зоркий-5». |
| Искра 1960-1963                  |                                   | КМЗ        | Среднеформатный дальномерный фотоаппарат. Центральный затвор. Плёнка типа 120. Размер кадра 6×6 см. Корпус складной (с мехом). Видоискатель совмещён с дальномером. |
| Киев-Вега 1960-1962              |                                   | Арсенал    | Микроформатный (16-мм фотокиноплёнка) фотоаппарат. Размер кадра 10×14 мм. Объектив жестковстроенный (фокусировка отсутствует). Шторный затвор перед объективом. |
| Вега-2 1961-1964                 |                                   | Арсенал    | Микроформатный (16-мм фотокиноплёнка) шкальный фотоаппарат. Модификация камеры «Киев-Вега». Объектив с фокусировкой по шкале расстояний. Размер кадра 10×14 мм. Шторный затвор перед объективом. |
| Искра-2 1961-1963                |                                   | КМЗ        | Среднеформатный дальномерный фотоаппарат. Модификация камеры «Искра», добавлен несопряжённый экспонометр с селеновым фотоэлементом. |
| Кристалл 1961-1962               |                                   | КМЗ        | Малоформатный однообъективный зеркальный фотоаппарат. Шторный затвор. Крепление объективов — резьба M39×1/45,2. Разработан на основе неразъёмного литого корпуса и затвора дальномерного фотоаппарата «Зоркий-6». |
| Нарцисс 1961-1965                |                                   | КМЗ        | Микроформатный (16-мм фотокиноплёнка) однообъективный зеркальный фотоаппарат. Шторный затвор. Курковый взвод затвора и перемотки плёнки. Съёмная пентапризма, резьбовое крепление объективов. |
| Смена-М 1961                     |                                   | ММЗ        | Малоформатный шкальный фотоаппарат для начинающих фотолюбителей. Модификация послевоенной «Смены». Основное отличие — наличие синхроконтакта, центральный фотографический затвор с другим диапазоном выдержек и изменённая спусковая кнопка. |
| Смена-2М 1961                    |                                   | ММЗ        | Малоформатный шкальный фотоаппарат для начинающих фотолюбителей. Модификация послевоенной «Смены». Основное отличие — наличие автоспуска и синхроконтакта, центральный фотографический затвор с другим диапазоном выдержек, вместо спускового рычажка на корпусе затвора установлена кнопка с конической резьбой под спусковой тросик.                                               |
| Смена-5 1961-1962                |                                   | ЛОМО       | Малоформатный шкальный фотоаппарат для начинающих фотолюбителей. Фотоаппарат «Смена-5» изготовлен с новым корпусом, в дальнейшем этот корпус применён на камерах шестой, седьмой, восьмой и девятой модели. Синхроконтакт «Х», автоспуск отсутствует. |
| Смена-6 1961-1969                |                                   | ЛОМО       | Малоформатный шкальный фотоаппарат для начинающих фотолюбителей. Центральный затвор. От модели «Смена-5» отличается объективом увеличенной светосилы и затвором с увеличенным диапазоном выдержек. Наличие автоспуска. |
| Смена-7 1961-1971                |                                   | ЛОМО       | Малоформатный шкальный фотоаппарат для начинающих фотолюбителей. Центральный затвор. От модели «Смена-6» отличается отсутствием автоспуска. |
| ФЭД-3 бескурковый 1961-1966      |                                   | ФЭД        | Малоформатный дальномерный фотоаппарат. Шторный затвор. Крепление объективов — резьба M39×1/28,8. По сравнению с фотоаппаратом «ФЭД-2» увеличен диапазон выдержек (от 1/500 с до 1 с). |
| Весна 1962-1964                  |                                   | БелОМО     | Малоформатный шкальный фотоаппарат для начинающих фотолюбителей. Центральный затвор. Размер кадра 24×32 мм. Видоискатель оптический. |
| Зенит-3М 1962-1970               |                                   | КМЗ        | Малоформатный однообъективный зеркальный фотоаппарат. От камеры «Кристалл» отличается изменённой верхней крышкой (штампованная из латунного листа, «Кристалл» — литая из алюминиевого сплава). Технические характеристики те же. |
| Школьник 1962-1969               |                                   | БелОМО     | Среднеформатный простейший фотоаппарат. Плёнка типа 120, размер кадра 6×6 см. Объектив жестковстроенный, выдержки 1/60 с и «B». |
| Смена-8 1963-1971                |                                   | ЛОМО       | Малоформатный шкальный фотоаппарат для начинающих фотолюбителей. Центральный затвор. Основное отличие от ранних моделей — полная блокировка головки перемотки плёнки. На «Сменах» ранних моделей происходила только блокировка зубчатого колеса счётчика кадров. При чрезмерном усилии фотолюбитель мог порвать перфорацию фотоплёнки. Головка обратной перемотки плёнки, автоспуск. |
| Весна-2 1964-1966                |                                   | БелОМО     | Малоформатный шкальный фотоаппарат для начинающих фотолюбителей. Размер кадра 24×32 мм. От модели «Весна» отличается объективом увеличенной светосилы и затвором с уменьшенным диапазоном выдержек. |
| Восход 1964-1968                 |                                   | ЛОМО       | Малоформатный шкальный фотоаппарат. Центральный затвор. Взвод затвора и перемотка плёнки — клавишей на оправе объектива. Первый советский шкальный фотоаппарат с полуавтоматической установкой экспозиции. Экспонометрическое устройство с селеновым фотоэлементом. |
| Зенит-4 1964-1968                |                                   | КМЗ        | Малоформатный однообъективный зеркальный фотоаппарат. Первый из трёх советских однообъективных зеркальных фотоаппаратов с центральным затвором. Крепление объективов — байонет особой конструкции. Сменная пентапризма. Полуавтоматическая установка экспозиции, экспонометрическое устройство с селеновым фотоэлементом.                                                            |
| Зенит-5 1964-1968                |                                   | КМЗ        | Малоформатный однообъективный зеркальный фотоаппарат. Разработан на основе камеры «Зенит-4». Основное отличие — электрический привод перемотки плёнки и взвода затвора. |
| Зенит-6 1964-1968                |                                   | КМЗ        | Малоформатный однообъективный зеркальный фотоаппарат. Фотоаппарат «Зенит-4» с другим штатным объективом — комплектовался объективом «Рубин-1Ц» с переменным фокусным расстоянием. Корпус камеры отличий не имел. На фотографии «Зенит-4» с объективом «Рубин-1Ц» |
| Зоркий-10 1964-1977              |                                   | КМЗ        | Малоформатный дальномерный фотоаппарат. Центральный затвор. Программный автомат с экспонометрическим устройством на селеновом фотоэлементе. Курок взвода затвора на нижней панели (под левую руку). |
| Зоркий-11 1964-1967              |                                   | КМЗ        | Малоформатный шкальный фотоаппарат. Фотоаппарат «Зоркий-10» без дальномера. |
| ФЭД-4 бескурковый 1964?-1966?    |                                   | ФЭД        | Малоформатный дальномерный фотоаппарат. Разработан на основе камеры «ФЭД-3», добавлен несопряжённый экспонометр с селеновым фотоэлементом. |
| ФЭД-10 1964-1967                 |                                   | ФЭД        | Малоформатный дальномерный фотоаппарат. Центральный затвор. Полуавтоматическая установка экспозиции, экспонометрическое устройство с селеновым фотоэлементом. Крепление объективов — байонет особой конструкции. Сменные объективы не выпускались. |
| Зенит-Е 1965-1986                |                                   | КМЗ БелОМО | Малоформатный однообъективный зеркальный фотоаппарат. Разработан на основе камеры «Зенит-3М», основное отличие — наличие несопряжённого экспонометра с селеновым фотоэлементом, зеркало постоянного визирования. Крепление объектива: на ранних выпусках резьба M39×1/45,2, с конца 1960-х годов перешли на резьбу M42×1/45,5.                                                       |
| Киев-10 1965-1974                |                                   | Арсенал    | Малоформатный однообъективный зеркальный фотоаппарат. Фотографический затвор — фокальный ламельный веерного типа. Крепление объективов — байонет собственной разработки, кольцо установки диафрагмы на оправе объектива отсутствует (только на камере). Автомат с приоритетом выдержки. Экспонометрическое устройство с селеновым фотоэлементом.                                     |
| Чайка 1965-1967                  |                                   | БелОМО     | Полуформатный шкальный фотоаппарат для начинающих фотолюбителей. Центральный затвор. Видоискатель оптический. |
| Сокол 1966-1977                  |                                   | ЛОМО       | Малоформатный дальномерный фотоаппарат. Центральный затвор. Автомат с приоритетом пяти выдержек (пятипрограммный автомат). Видоискатель с автоматической коррекцией параллакса в вертикальной и горизонтальной плоскости. Большая база дальномера (65 мм). |
| ФЭД-3 курковый 1966-1979         |                                   | ФЭД        | Малоформатный дальномерный фотоаппарат. «ФЭД-3» с курковым взводом затвора и перемотки плёнки. Изменённый внешний вид. Крепление объективов — резьба M39×1/28,8. |
| ФЭД-4 курковый 1966?-1980        |                                   | ФЭД        | Малоформатный дальномерный фотоаппарат. «ФЭД-4» с курковым взводом затвора и перемотки плёнки. Изменённый внешний вид. Крепление объективов — резьба M39×1/28,8. |
| Горизонт 1967-1973               |                                   | КМЗ        | Панорамный фотоаппарат, плёнка типа 135, размер кадра 24×58 мм. Объектив и затвор смонтированы во вращающемся барабане (используется принцип сканирования). Видоискатель оптический. Объектив жестковстроенный, шесть значений диафрагм, четыре выдержки. |
| Зоркий-12 1967-1968              |                                   | КМЗ        | Полуформатный шкальный фотоаппарат. Автомат с приоритетом единственной выдержки. Зарядка 35-мм перфорированной фотоплёнкой в кассетах «Рапид» (получалось 24 кадра размером 18×24 мм). |
| Чайка-2 1967-1972                |                                   | БелОМО     | Полуформатный шкальный фотоаппарат для начинающих фотолюбителей. Центральный затвор. Модификация первой «Чайки» со съёмным объективом. Сменные объективы не выпускались. |
| ФЭД-11 ФЭД-Атлас 1967-1971       |                                   | ФЭД        | Малоформатный дальномерный фотоаппарат. Центральный затвор. Полуавтоматическая установка экспозиции. Разработан на основе камеры «ФЭД-10», объектив несъёмный, изменена конструкция экспонометра. |
| Зенит-7 1968-1971                |                                   | КМЗ        | Малоформатный однообъективный зеркальный фотоаппарат. Перспективная модель высокого класса. Высокоточный шторный затвор. Крепление объективов — байонет собственной разработки. Выпускался в малом количестве. |
| Зенит-В 1968-1973                |                                   | КМЗ        | Малоформатный однообъективный зеркальный фотоаппарат. Фотоаппарат «Зенит-Е» без экспонометра. Крепление объектива: на ранних выпусках резьба M39×1/45,2, с конца 1960-х годов перешли на резьбу M42×1/45,5. |
| Киев-5 1968-1973                 |                                   | Арсенал    | Малоформатный дальномерный фотоаппарат. Разработан на основе фотоаппарата «Киев-4», курковый взвод затвора, несопряжённый экспонометр с селеновым фотоэлементом, крепление объективов — только наружный байонет Contax-Киев. |
| Смена-Рапид 1968-1977            |                                   | ЛОМО       | Шкальный фотоаппарат для начинающих фотолюбителей. Центральный затвор. Зарядка 35-мм перфорированной фотоплёнкой в кассетах «Рапид» (получалось 12 кадров размером 24×36 мм). |
| Смена-SL 1968-1977               |                                   | ЛОМО       | «Смена-SL» отличается от «Смены-Рапид» наличием обоймы для крепления фотовспышки. |
| ФЭД-Микрон 1968-1985             |                                   | ФЭД        | Полуформатный шкальный фотоаппарат. Программный автомат с экспонометрическим устройством на селеновом фотоэлементе. Центральный затвор-диафрагма. |
| Зенит-Д 1969-1970                | Свободное изображение отсутствует | КМЗ        | Малоформатный однообъективный зеркальный фотоаппарат. Перспективная модель высокого класса. Автомат с приоритетом диафрагмы, экспонометрическое устройство со внешним фоторезистором. Высокоточный шторный затвор. Крепление объективов — байонет собственной разработки. Выпускался в малом количестве.                                                                             |
| Смена-9 1969-1971                |                                   | ЛОМО       | Малоформатный шкальный фотоаппарат для начинающих фотолюбителей. Центральный затвор. От модели «Смена-8» отличается отсутствием автоспуска. |
| Фотон 1969-1976                  | Свободное изображение отсутствует | КМЗ        | Дальномерный фотоаппарат одноступенного процесса с размером кадра 73×96 мм. Ручная установка экспозиции. |
| ФЭД-2 четвёртый выпуск 1969-1970 |                                   | ФЭД        | Малоформатный дальномерный фотоаппарат. Изготовлен в корпусе фотоаппарата «ФЭД-3» с курковым взводом затвора. Диапазон выдержек как в первых трёх выпусках модели «ФЭД-2» (1/30 — 1/500 с). |
| Этюд Этюд-С 1969- конец 1970-х   |                                   | БелОМО     | Среднеформатный простейший фотоаппарат. Плёнка типа 120, размер кадра 4,5×6 см. Объектив жестковстроенный, выдержки 1/60 с и «B». «Этюд-С» отличается от «Этюда» тем, что имеет синхроконтакт. |

## 1970—1979 год
| Наименование (год выпуска)      | Изображение                       | Завод      | Краткое описание |
| ------------------------------- | --------------------------------- | ---------- | --- |
| Смена-8М 1970-1995              |                                   | ЛОМО       | Малоформатный шкальный фотоаппарат семейства «Смена», новый корпус. Центральный затвор, видоискатель рамочный. Самый массовый фотоаппарат в мире, выпущено более 21 млн экземпляров. |
| Киев-6С 1971-1980               | Свободное изображение отсутствует | Арсенал    | Среднеформатный однообъективный зеркальный фотоаппарат классической компоновки. Плёнка типа 120 или типа 220. Размер кадра 6×6 см. Затвор с матерчатыми шторками, съёмный видоискатель складной шахтный или пентапризма. Курковый взвод затвора и перемотки плёнки. Спусковая кнопка под левую руку. Крепление объективов — байонет Б. |
| Смена-Символ 1971-1991          |                                   | ЛОМО       | Малоформатный шкальный фотоаппарат семейства «Смена», курковый взвод затвора и перемотки плёнки. Центральный затвор, видоискатель оптический. |
| Чайка-3 1971-1973               |                                   | БелОМО     | Полуформатный шкальный фотоаппарат со встроенным селеновым экспонометром. Объектив съёмный, центральный затвор. Выпускался в двух вариантах — с бескурковым и курковым взводом затвора. |
| Зенит-ВМ 1972-1973              |                                   | КМЗ        | Однообъективный зеркальный фотоаппарат. Модификация аппарата «Зенит-В». Штатный объектив «Гелиос-44М» с «прыгающей» диафрагмой. Изменена конструкция спусковой кнопки и кнопки обратной перемотки плёнки. Крепление объективов — резьба M42×1/45,5. |
| Зенит-ЕМ 1972-1985              |                                   | КМЗ        | Однообъективный зеркальный фотоаппарат. Модификация аппарата «Зенит-Е». Штатный объектив «Гелиос-44М» с «прыгающей» диафрагмой. Изменена конструкция спусковой кнопки и кнопки обратной перемотки плёнки. Крепление объективов — резьба M42×1/45,5. |
| Зоркий-4К 1972-1978, 1980       |                                   | КМЗ        | Малоформатный дальномерный фотоаппарат. Модифицированный «Зоркий-4» с курковым взводом затвора и перемотки плёнки. |
| Салют-С Киев-80 1972-1980       |                                   | Арсенал    | Модификация камеры «Салют», основное отличие — штатный объектив «Вега-12В» с «прыгающей» диафрагмой, не требующей предварительного взвода. На экспорт поставлялся под наименованием «Киев-80» или «Зенит-80». |
| Чайка-2М 1972-1974              |                                   | БелОМО     | Полуформатный шкальный фотоаппарат. Объектив съёмный, центральный затвор. Курковый взвод затвора и перемотки плёнки. Видоискатель оптический. |
| Вилия-авто 1973-1985            |                                   | БелОМО     | Первая модель из семейства малоформатных шкальных фотоаппаратов семейства «Вилия». Программный автомат с селеновым фотоэлементом. Центральный затвор. Видоискатель оптический. |
| Зенит-16 1973-1977              |                                   | КМЗ        | Малоформатный однообъективный зеркальный фотоаппарат с полуавтоматической установкой экспозиции. TTL-экспонометрическое устройство со световой индикацией. Пластмассовый корпус, объектив с «прыгающей» диафрагмой. Затвор с матерчатыми шторками. Крепление объективов — резьба M42×1/45,5. |
| Вилия 1974-1985                 |                                   | БелОМО     | Вторая модель из семейства малоформатных шкальных фотоаппаратов семейства «Вилия». Центральный затвор. Ручная установка экспозиции. Видоискатель оптический. |
| Киев-30 Киев-30М 1975-1987      |                                   | Арсенал    | Микроформатный (16-мм фотокиноплёнка) шкальный фотоаппарат. Модификация камеры «Вега-2». Объектив с фокусировкой по шкале расстояний. Размер кадра 13×17 мм. Шторный затвор перед объективом. На модификации «Киев-30М» синхроконтакт отсутствует. |
| ЛОМО-135ВС 1975-1982            |                                   | ЛОМО       | Малоформатный шкальный фотоаппарат с пружинным взводом затвора и перемоткой плёнки. Возможна серийная съёмка. Центральный затвор. Видоискатель оптический. Ручная установка экспозиции. |
| ФЭД-5В 1975-1990                |                                   | ФЭД        | Малоформатный дальномерный фотоаппарат, разработан на базе камеры «ФЭД-3» с курковым взводом затвора. Крепление объективов — резьба М39х1/28,8 мм. |
| Киев-4М 1976-1985               |                                   | Арсенал    | Модификация фотоаппарата «Киев-4». Основное отличие — обратная перемотка плёнки типа рулетка, центральный синхроконтакт, пластмассовые детали в отделке корпуса. Несопряжённый селеновый экспонометр. |
| Киев-15 1976-1980               |                                   | Арсенал    | Малоформатный однообъективный зеркальный фотоаппарат, разработан на основе камеры «Киев-10». Автомат с приоритетом выдержки, TTL-экспонометрическое устройство со стрелочной индикацией. Крепление объективов — байонет особой конструкции. Управление диафрагмой только от камеры, затвор фокальный ламельный. Выпускались две модификации: «Киев-15 Tee» и «Киев-15 TTL», отличающиеся режимом работы экспонометрической автоматики. |
| Любитель-166 1976-1981          |                                   | ЛОМО       | Двухобъективный зеркальный среднеформатный фотоаппарат (плёнка типа 120). Размер кадра 6×6 см. Разработан на базе двухобъективной среднеформатной камеры «Любитель-2». Совмещённый взвод затвора и перемотки плёнки. Шахтный видоискатель. |
| Силуэт-электро 1976-1981        |                                   | БелОМО     | Третья модель из семейства малоформатных шкальных фотоаппаратов семейства «Вилия». Автомат с приоритетом диафрагмы. Видоискатель оптический. |
| Зенит-TTL 1977-1985             |                                   | КМЗ БелОМО | Однообъективный зеркальный фотоаппарат с полуавтоматической установкой экспозиции. TTL-экспонометрическое устройство со стрелочной индикацией. Шторный затвор с «невращающейся» головкой выдержек. Штатный объектив «Гелиос-44М» с «прыгающей» диафрагмой. |
| Киев-17 1977-1984               |                                   | Арсенал    | Малоформатный однообъективный зеркальный фотоаппарат. Крепление объективов — байонет F. Ручная установка экспозиции. Фокальный ламельный затвор. |
| Силуэт-автомат 1977-1984        |                                   | БелОМО     | Малоформатный шкальный фотоаппарат, автоматика с приоритетом диафрагмы. Технические характеристики как у камеры «Силуэт-электро». Металлический корпус, более светосильный объектив «Индустар-92» 2,8/38. Видоискатель оптический. |
| Сокол-2 1977-1986               |                                   | ЛОМО       | Малоформатный дальномерный фотоаппарат, незначительная модификация первого «Сокола». Автомат с приоритетом пяти механических выдержек (пятипрограммный автомат). Видоискатель оптический, с автоматической компенсацией параллакса. |
| ФЭД-5 1977-1990                 |                                   | ФЭД        | Малоформатный дальномерный фотоаппарат, модификация камеры «ФЭД-5В» с селеновым экспонометром, предшествующая модель — «ФЭД-4» с экспонометром и курковым взводом затвора. |
| ФЭД-5С 1977-1990                |                                   | ФЭД        | Малоформатный дальномерный фотоаппарат, модификация камеры «ФЭД-5». Видоискатель в подсвеченными кадровыми рамками. Крепление объективов — резьба M39×1/28,8 |
| Киев-6С TTL 1978-1986           |                                   | Арсенал    | Среднеформатный однообъективный зеркальный фотоаппарат классической компоновки. Плёнка типа 120 или типа 220. Размер кадра 6×6 см. Шторный затвор, съёмный видоискатель складной шахтный или пентапризма. Курковый взвод затвора и перемотки плёнки. Спусковая кнопка под левую руку. Крепление объективов — байонет Б. Модель «Киев-6С TTL» комплектуется пентапризменным видоискателем с несопряжённым TTL-экспонометром со светодиодной индикацией. |
| Орион-ЕЕ 1978-1983              |                                   | БелОМО     | Четвёртая модель из семейства малоформатных шкальных фотоаппаратов семейства «Вилия». Автомат с приоритетом выдержки. Видоискатель оптический. |
| ФЭД-Микрон-2 1978-1986          |                                   | ФЭД        | Малоформатный дальномерный фотоаппарат, программный автомат. Экспонометрическое устройство с сернисто-кадмиевым фоторезистором. Центральный затвор-диафрагма с электронным управлением. |
| Алмаз-103 1979-1989             |                                   | ЛОМО       | Малоформатный однообъективный зеркальный фотоаппарат. Крепление объективов — байонет К. Сменные видоискатели и фокусировочные экраны. Ручная установка экспозиции. Фокальный ламельный затвор. |
| Алмаз-102 1979-?                |                                   | ЛОМО       | Малоформатный однообъективный зеркальный фотоаппарат. Крепление объективов — байонет К. Сменные видоискатели и фокусировочные экраны. Полуавтоматическая установка экспозиции. TTL-экспонометрическое устройство со светодиодной индикацией. Выпущен в малом количестве. Фокальный ламельный затвор. |
| Зенит-19 1979-1987              |                                   | КМЗ        | Малоформатный однообъективный зеркальный фотоаппарат. Крепление объективов — резьба М42×1/45,5, «прыгающая» диафрагма. Полуавтоматическая установка экспозиции. TTL-экспонометрическое устройство со стрелочной индикацией. Фокальный ламельный затвор с электронным управлением. На базе «Зенита-19» в малом количестве выпускался «Зенит-сюрприз МТ-1» — полуформатный фотоаппарат с размером кадра 18×24 мм. |
| Киев-88 Киев-88 TTL 1979-1990-е |                                   | Арсенал    | Среднеформатный однообъективный зеркальный фотоаппарат модульной компоновки. Разработан на основе камеры «Салют-С». Плёнка типа 120, размер кадра 6×6 см. Крепление объективов — байонет В. Видоискатель сменный, светозащитная шахта или пентапризма. Модель «Киев-88 TTL» комплектуется пентапризменным видоискателем с несопряжённым TTL-экспонометром со светодиодной индикацией. С 1990-х годов начат выпуск модифицированных моделей «Киев-88 СМ» и «Arax», в том числе с байонетом Б, кассетами на размер кадра 4,5×6 см (в том числе для плёнки типа 220), цифровыми адаптерами и другими принадлежностями. |

## 1980—1989 год
| Наименование (год выпуска)                          | Изображение                       | Завод      | Краткое описание |
| --------------------------------------------------- | --------------------------------- | ---------- | --- |
| Зенит-18 1980-1986                                  |                                   | КМЗ        | Малоформатный однообъективный зеркальный фотоаппарат. Разработан на основе камеры «Зенит-19». Автомат с приоритетом диафрагмы. Фотографический затвор фокальный ламельный. Крепление объективов — резьба М42×1/45,5. Светоизмерение на открытой диафрагме, электрическая передача значений диафрагмы в TTL-экспонометрическое устройство. |
| Киев-4АМ 1980-1985                                  |                                   | Арсенал    | Малоформатный дальномерный фотоаппарат. Фотографический затвор — гибкие металлические шторки из звеньев. Крепление объективов — байонет Contax-Киев. Модификация камеры «Киев-4А», центральный синхроконтакт, обратная перемотка типа рулетка. В конструкции применено большое количество пластмассовых деталей. Экспонометр отсутствует. |
| Любитель-166В 1980-1990                             |                                   | ЛОМО       | Среднеформатный двухобъективный зеркальный фотоаппарат. Плёнка типа 120, размер кадра 6×6 см. Центральный затвор, перемотка плёнки по цифрам на ракорде. Упрощённая модификация камеры «Любитель-166», фактически рестайлинговая модификация «Любителя-2». |
| Электра-112 1980-1984                               |                                   | ЛОМО       | Малоформатный дальномерный фотоаппарат. Автомат с приоритетом диафрагмы. Центральный затвор с электронным управлением. |
| Зенит-10 1981-1982                                  |                                   | КМЗ        | Малоформатный однообъективный зеркальный фотоаппарат. Гибрид корпуса камеры «Зенит-TTL» с невращающейся головкой выдержек и несопряжённого селенового экспонометра камеры «Зенит-Е». Крепление объективов — резьба М42×1/45,5. Объективы с предварительной установкой диафрагмы. Центральнорасположенное штативное гнездо. Скрытый замок задней стенки. Изменённая спусковая кнопка и кнопка включения обратной перемотки плёнки. |
| ЛОМО-135М 1981-1984                                 |                                   | ЛОМО       | Малоформатный шкальный фотоаппарат. Пружинный двигатель взвода затвора и перемотки плёнки. Центральный затвор. От ранее выпускавшегося аппарата «ЛОМО-135ВС» отличий не имел. |
| Зенит-11 1982-1992                                  |                                   | КМЗ        | Малоформатный однообъективный зеркальный фотоаппарат . «Зенит-10» с объективом «Гелиос-44М» (с «прыгающей» диафрагмой). Дополнительное штативное гнездо. Скрытый замок задней стенки. Изменённая спусковая кнопка и кнопка включения обратной перемотки плёнки. |
| Зенит-ЕТ 1982-1990-е                                |                                   | КМЗ БелОМО | Малоформатный однообъективный зеркальный фотоаппарат. В отличие от камеры «Зенит-10» корпус от «Зенита-TTL» без изменений (боковое штативное гнездо, традиционная спусковая кнопка и кнопка включения обратной перемотки плёнки). На камерах 1990-х годов появилось большое количество пластмассовых деталей. |
| Зенит-ЕТ с «прыгающей» диафрагмой 1982-1990-е       |                                   | БелОМО     | Малоформатный однообъективный зеркальный фотоаппарат. «Зенит-ЕТ» с объективом «Гелиос-44М» (с «прыгающей» диафрагмой). |
| Зенит-12 1983-1994                                  |                                   | КМЗ        | Малоформатный однообъективный зеркальный фотоаппарат. Экспортная модификация «Зенита-TTL». Изменённый корпус (центральнорасположенное штативное гнездо, скрытый замок задней стенки, изменённая спусковая кнопка и кнопка включения обратной перемотки плёнки). |
| Зенит-12сд 1983-1988                                |                                   | КМЗ        | Малоформатный однообъективный зеркальный фотоаппарат. Разработан на основе «Зенита-TTL». Полуавтоматическая установка экспозиции, TTL-экспонометрическое устройство с светодиодной индикацией. Корпус с центральнорасположенным штативным гнездом, скрытый замок задней стенки, изменённая спусковая кнопка и кнопка включения обратной перемотки плёнки. Крепление объективов — резьба М42×1/45,5. Объектив «Гелиос-44М» (с «прыгающей» диафрагмой). |
| Зенит-12ХР 1983-1988                                |                                   | КМЗ        | Малоформатный однообъективный зеркальный фотоаппарат. Экспортное название «Зенита-12сд». Дело в том, что аббревиатура «СД» (светодиодный) созвучна названию нацистской организации. Выпускался в двух вариантах оформления — с латунной штампованной верхней панелью и с пластмассовой. |
| Зенит-15 1983-1985                                  |                                   | БелОМО     | Малоформатный однообъективный зеркальный фотоаппарат. Фотоаппарат «Зенит-TTL» выпускался БелОМО под собственным названием «Зенит-15». Имеет незначительные отличия. Также выпускался «Зенит-15» без экспонометра. |
| Киев-20 1983-1986                                   |                                   | Арсенал    | Малоформатный однообъективный зеркальный фотоаппарат. Вторая модель из семейства камер с байонетом Nikon. Полуавтоматическая установка экспозиции на открытой диафрагме. TTL-экспонометрическое устройство. Фотографический затвор фокальный ламельный механический. |
| ЛОМО Компакт-Автомат 1983-?                         |                                   | ЛОМО       | Малоформатный компактный шкальный фотоаппарат бесфутлярной конструкции. Программный автомат. Центральный затвор-диафрагма с электронным управлением. |
| Любитель-166 универсал 1983-1996                    |                                   | ЛОМО       | Среднеформатный двухобъективный зеркальный фотоаппарат. Плёнка типа 120. В отличие от камеры «Любитель-166В» имеет дополнительный вкладыш на размер кадра 4,5×6 см, ограничительные линии на фокусировочном экране видоискателя. |
| Агат-18 Агат-18К 1984-1989                          |                                   | БелОМО     | Полуформатный шкальный фотоаппарат (плёнка типа 135). Пластмассовый разборный корпус, видоискатель оптический, центральный затвор-диафрагма. Ручная установка экспозиции. «Агат-18К» — возможность съёмки в пустую кассету без обратной перемотки плёнки. |
| Зенит-Автомат 1984-1994                             |                                   | КМЗ        | Малоформатный однообъективный зеркальный фотоаппарат. Первая модель нового семейства фотоаппаратов «Зенит». Крепление объективов — байонет К. Видоискатель с большим полем зрения. Фотографический затвор фокальный с матерчатыми шторками с электронным управлением. Автомат с приоритетом диафрагмы, TTL-экспонометрическое устройство с светодиодной индикацией. |
| Киев-60 Киев-60 TTL 1984-1990-е                     |                                   | Арсенал    | Среднеформатный однообъективный зеркальный фотоаппарат классической компоновки. Плёнка типа 120. Размер кадра 6×6 см. Шторный затвор, съёмный видоискатель складной шахтный или пентапризма. Курковый взвод затвора и перемотки плёнки. Спусковая кнопка под правую руку. Крепление объективов — байонет Б. Модель «Киев-60 TTL» комплектовалась пентапризменным видоискателем с несопряжённым TTL-экспонометром со светодиодной индикацией, «Киев-60», соответственно, не комплектовался пентапризмой с TTL-экспонометром. С 1990-х гг. выпускается под названием «Arax-60», со внешними изменениями. На нижней фотографии «Arax-60», видоискатель — светозащитная складывающаяся шахта. Красной стрелкой показана кнопка предварительного подъёма зеркала. |
| Киев-19 1985-1991                                   |                                   | Арсенал    | Малоформатный однообъективный зеркальный фотоаппарат. Упрощённая модификация камеры «Киев-20». Полуавтоматическая установка экспозиции на рабочей диафрагме. Уменьшенный диапазон выдержек. Крепление объективов — байонет Nikon. |
| Киев-35А Киев-35АМ 1985-1991                        |                                   | Арсенал    | Малоформатный компактный шкальный фотоаппарат. Корпус бесфутлярной конструкции с откидной передней панелью и автоматически выдвигающимся объективом. Фотографический затвор центральный с электронным управлением. Автомат с приоритетом диафрагмы. Образцом при конструировании являлся немецкий фотоаппарат «Minox-35». |
| Киев-90 1985-1990                                   | Свободное изображение отсутствует | Арсенал    | Среднеформатный однообъективный зеркальный фотоаппарат модульной компоновки. Плёнка типа 120. Крепление объективов — байонет Б. Фотографический затвор фокальный с матерчатыми шторками. Автомат с приоритетом диафрагмы, TTL-экспонометрическое устройство с светодиодной индикацией. Видоискатели сменные (шахта, пентапризма). Размер кадра 4,5×6 см, сменные кассеты для плёнки. Выпускался в малом количестве. |
| Смена-19 1985-1989                                  |                                   | ЛОМО       | Малоформатный шкальный фотоаппарат для начинающих фотолюбителей. Рестайлинговая модификация фотоаппарата «Смена-Символ», отличался только изменённым внешним видом. Конструктивных отличий не имел. |
| ФЭД-35 ФЭД-35А 1985-1990                            |                                   | ФЭД        | Малоформатный дальномерный фотоаппарат. Программный автомат. Разработан на основе камеры «ФЭД-Микрон-2». Основное отличие — усовершенствованный затвор-диафрагма, позволяющий в ручном режиме произвольно устанавливать выдержку. Видоискатель оптический. |
| ФЭД-50 1986-1990-е                                  |                                   | ФЭД        | Малоформатный шкальный фотоаппарат. Программный автомат. Разработан на основе камеры «ФЭД-Микрон-2». Основное отличие (помимо отсутствия дальномера) — электроника работает от селенового фотоэлемента, в источнике питания камера не нуждается. |
| Зенит-14 1987-1990                                  | Свободное изображение отсутствует | КМЗ        | Малоформатный однообъективный зеркальный фотоаппарат. Полуавтоматическая установка экспозиции. Упрощённая модификация автоматической камеры «Зенит-Автомат». Крепление объективов — байонет К. |
| Зенит-35F 1987-1992                                 |                                   | ЛОМО       | Малоформатный простейший фотоаппарат. Единственная выдержка, три значения диафрагмы. Встроенная фотовспышка с принудительным включением. Экспонометрическое устройство сигнализирует о необходимости включения фотовспышки. На камере «Зенит-35FМ» — автоматическое включение фотовспышки. |
| Зенит-АМ 1988-1999                                  |                                   | КМЗ        | Малоформатный однообъективный зеркальный фотоаппарат. Основное отличие от фотоаппарата «Зенит-Автомат» — фокальный затвор с матерчатыми шторками заменён на фокальный затвор с металлическими ламелями. Более короткая (1/125 с) выдержка синхронизации, возможность отработки выдержки 1/125 с и «В» без элементов питания. |
| ФЭД-Стерео 1988-1990-е                              |                                   | ФЭД        | Малоформатный шкальный стереоскопический фотоаппарат с автоматической установкой экспозиции. Разработан на основе камеры «ФЭД-Микрон-2». Два объектива, два синхронизированных затвора-диафрагмы. Два кадра размером 24×30 мм. |
| Эликон-4 1988-1990                                  |                                   | БелОМО     | Малоформатный шкальный фотоаппарат. Единственная выдержка 1/125 с, ручная установка диафрагмы. Встроенная фотовспышка с принудительным включением. Видоискатель оптический. |
| Polaroid 636 Closeup 1989-1990-е                    |                                   | Светозор   | Фотоаппарат одноступенного процесса. Фотоматериал — «Polaroid 600 film», 10 снимков в кассете. Размер кадра 78×79 мм. Химическая обработка происходит в камере, извлекается проявленный снимок. Автоматическая установка экспозиции, встроенная фотовспышка. Затвор-диафрагма, видоискатель оптический. Объектив жестковстроенный. |
| Polaroid Supercolor 635CL 1989-1990-е               | Свободное изображение отсутствует | Светозор   | Фотоаппарат одноступенного процесса. Отличается от модели «Polaroid 636 Closeup» только угловатой формой корпуса. |
| Горизонт-202 1989-?                                 |                                   | КМЗ        | Панорамный фотоаппарат, плёнка типа 135, размер кадра 24×58 мм. Объектив и затвор смонтированы во вращающемся барабане (используется принцип сканирования). Видоискатель оптический. Объектив жестковстроенный, шесть значений диафрагм, четыре выдержки. |
| Эликон Вторая половина 1980-х годов                 | Свободное изображение отсутствует | БелОМО     | Малоформатный компактный дальномерный фотоаппарат. Корпус бесфутлярной конструкции. Автомат с приоритетом диафрагмы. Фотовспышка с центральным синхроконтактом присоединяется к съёмному кронштейну. За исключением кронштейна для фотовспышки отличий от фотоаппарата «Эликон-1» не имеет. |
| Эликон-1 Вторая половина 1980-х годов               | Свободное изображение отсутствует | БелОМО     | Малоформатный компактный дальномерный фотоаппарат. Корпус бесфутлярной конструкции. Автомат с приоритетом диафрагмы. Автоматическая фотовспышка с оригинальным креплением. За исключением конструкции фотовспышки отличий от фотоаппарата «Эликон» не имеет. |
| Эликон-3 Вторая половина 1980-х годов               |                                   | БелОМО     | Малоформатный шкальный фотоаппарат. Центральный затвор, автомат с приоритетом единственной выдержки. Встроенная фотовспышка с принудительным включением. Видоискатель оптический. |
| Эликон-35С Эликон-35СМ Вторая половина 1980-х годов |                                   | БелОМО     | Малоформатный шкальный фотоаппарат с автоматической установкой экспозиции. Затвор-диафрагма. Встроенная фотовспышка с принудительным включением. Видоискатель оптический. Выпускалась модифицированная модель «Эликон-35СМ» с возможностью ручной установки диафрагмы. |
| Эликон-автофокус Вторая половина 1980-х годов       |                                   | БелОМО     | Малоформатный фотоаппарат с автоматической фокусировкой и с автоматической установкой экспозиции. Затвор-диафрагма. Встроенная фотовспышка с принудительным включением. Видоискатель оптический. |

## С 1990 года
| Наименование (год выпуска)            | Изображение                       | Завод   | Краткое описание |
| ------------------------------------- | --------------------------------- | ------- | --- |
| Зенит-122 1990-2005                   |                                   | КМЗ     | Малоформатный однообъективный зеркальный фотоаппарат. Рестайлинговая модификация камеры «Зенит-12сд». Изменения коснулись внешнего вида, в основном курка взвода затвора и счётчика кадров. Крепление объективов — резьба М42×1/45,5. Объективы с «прыгающей» диафрагмой. Полуавтоматическая установка экспозиции, TTL-экспонометрическое устройство со светодиодной индикацией. |
| Зенит-122В 1990-2005                  |                                   | КМЗ     | Малоформатный однообъективный зеркальный фотоаппарат. «Зенит-122» без автоспуска. Крепление объективов — резьба М42×1/45,5. |
| Зенит-122К 1990-2005                  |                                   | КМЗ     | Малоформатный однообъективный зеркальный фотоаппарат. «Зенит-122» с креплением объективов «байонет К». TTL-экспонометрическое устройство со светодиодной индикацией, светоизмерение на рабочей диафрагме. |
| Эликон-2 1990-1992                    | Свободное изображение отсутствует | БелОМО  | Малоформатный компактный шкальный фотоаппарат. В малом количестве выпущена дальномерная модификация. Корпус бесфутлярной конструкции. Видоискатель оптический. Фотографический затвор центральный, автомат с приоритетом диафрагмы. Крепление фотовспышки с центральным синхроконтактом к съёмному кронштейну. |
| Киев-19М 1991-?                       | Свободное изображение отсутствует | Арсенал | Малоформатный однообъективный зеркальный фотоаппарат. «Киев-19» с изменённым дизайном и с полуавтоматической установкой экспозиции на открытой диафрагме. |
| Зенит-АМ2 1992-1997                   |                                   | КМЗ     | Малоформатный однообъективный зеркальный фотоаппарат. Крепление объективов — байонет К. Основное отличие от фотоаппарата «Зенит-Автомат» — фокальный затвор с матерчатыми шторками заменён на фокальный затвор с металлическими ламелями. Более короткая (1/125 с) выдержка синхронизации, возможность отработки выдержки 1/125 с и «В» без элементов питания. Автоспуск отсутствует. |
| Зенит-АПК 1992-1998                   |                                   | КМЗ     | Малоформатный однообъективный зеркальный фотоаппарат. Крепление объективов — байонет К. Разработан к на основе модели «Зенит-Автомат». Автоматическая (приоритет диафрагмы) и полуавтоматическая установка экспозиции. TTL-экспонометрическое устройство со светодиодной индикацией. Фокальный затвор с металлическими ламелями японской фирмы «Copal». |
| Зенит-АПМ 1994-1995                   | Свободное изображение отсутствует | КМЗ     | Малоформатный однообъективный зеркальный фотоаппарат. Крепление объективов — байонет К. Разработан к на основе модели «Зенит-Автомат». Автоматическая (приоритет диафрагмы) и полуавтоматическая установка экспозиции. TTL-экспонометрическое устройство со светодиодной индикацией. Фокальный затвор ФЗЛ-84У с металлическими ламелями производства КМЗ. |
| Зенит-212k 1995-2005                  |                                   | КМЗ     | Малоформатный однообъективный зеркальный фотоаппарат. Является модификацией камеры «Зенит-122». Корпус отделан пластиковыми панелями («скруглённый» внешний вид), увеличен диапазон выдержек (1/15 и 1/8 сек.), в связи с чем увеличилась высота корпуса. Крепление объективов — байонет К. TTL-экспонометрическое устройство со светодиодной индикацией, светоизмерение на рабочей диафрагме. |
| Зенит-312m 1999-2005                  |                                   | КМЗ     | Малоформатный однообъективный зеркальный фотоаппарат. Крепление объективов — резьба М42×1/45,5. Является модификацией фотоаппарата «Зенит-122». Корпус отделан пластиковыми панелями («скруглённый» внешний вид). |
| Зенит-ЕТ без экспонометра 1990-е годы |                                   | БелОМО  | Малоформатный однообъективный зеркальный фотоаппарат. «Зенит-ЕТ» без экспонометра. Многие металлические детали заменены на пластмассовые. Выпускался только БелОМО. Крепление объективов — резьба М42×1/45,5. |
| Зенит-15М Альбар-15 1990-е годы       |                                   | БелОМО  | Малоформатный однообъективный зеркальный фотоаппарат. Фотоаппарат «Зенит-12сд» выпускался БелОМО под собственным названием «Зенит-15М». Для питания экспонометрического устройства применялась батарея на 6 вольт. Выпускался также под наименованием «Альбар-15». |
| Зенит-21XS 1990-е годы                |                                   | БелОМО  | Малоформатный однообъективный зеркальный фотоаппарат. «Зенит-12сд» с незначительно изменённым внешним видом, выпускался только БелОМО. Крепление объективов — резьба М42×1/45,5. |
| Зенит-130 1990-е годы                 |                                   | БелОМО  | Малоформатный однообъективный зеркальный фотоаппарат. «Зенит-122» с незначительно изменённым внешним видом, выпускался только БелОМО. Крепление объективов — резьба М42×1/45,5. |
| Киев-88 СМ Arax 1990-е годы           |                                   | Арсенал | Среднеформатный однообъективный зеркальный фотоаппарат модульной компоновки. Разработан на основе камеры «Салют-С». Плёнка типа 120, размер кадра 6×6 см. Крепление объективов — байонет В. Видоискатель сменный, светозащитная шахта или пентапризма. Модель «Киев-88 TTL» комплектуется пентапризменным видоискателем с несопряжённым TTL-экспонометром со светодиодной индикацией. С 1990-х годов начат выпуск модифицированных моделей «Киев-88 СМ» и «Arax», в том числе с байонетом Б, кассетами на размер кадра 4,5×6 см (в том числе для плёнки типа 220), цифровыми адаптерами и другими принадлежностями. |
| Киев-303 1990-е годы                  |                                   | Арсенал | Микроформатный (16-мм фотокиноплёнка) шкальный фотоаппарат. Рестайлинговая модификацией камеры «Киев-30» с изменённым внешним видом и другими значениями выдержек. Размер кадра 13×17 мм. |
| Киев-645 Arax-60 Arax-645 1990-е годы |                                   | Арсенал | Среднеформатные однообъективные зеркальные фотоаппараты классической компоновки, модифицированные камеры «Киев-60». Плёнка типа 120, размер кадра 6×6 см. У модели «Киев-645» размер кадра 6×4,5 см. Шторный затвор, съёмный видоискатель складной шахтный или пентапризма. Курковый взвод затвора и перемотки плёнки. Спусковая кнопка под правую руку. Крепление объективов — байонет Б. Комплектуются пентапризменным видоискателем с несопряжённым TTL-экспонометром со светодиодной индикацией. |
| Смена-20 1990-е годы                  | Свободное изображение отсутствует | ЛОМО    | Малоформатный шкальный фотоаппарат. Рестайлинговая модификация камеры «Смена-Символ». Технические характеристики те же. |
| Смена-35 1990-е годы                  |                                   | ЛОМО    | Малоформатный шкальный фотоаппарат. Рестайлинговая модификация камеры «Смена-8М». Отсутствует возможность съёмки в пустую кассету. Видоискатель оптический. Технические характеристики те же. |
| Эликон-535 1990-е годы                |                                   | БелОМО  | Малоформатный компактный шкальный фотоаппарат. Корпус бесфутлярной конструкции. Видоискатель оптический. Ручная установка экспозиции. Затвор-диафрагма. |
| Зенит-412DX 2000-2005                 |                                   | КМЗ     | Малоформатный однообъективный зеркальный фотоаппарат. Модификация камеры «Зенит-312m». Основное отличие — ввод светочувствительности фотоплёнки по DX-коду. Головка установки светочувствительности отсутствовала. Крепление объективов — резьба М42×1/45,5. |
| Зенит-510 2000-2002                   |                                   | КМЗ     | Малоформатный компактный простейший фотоаппарат. Корпус пластмассовый бесфутлярной конструкции. Взвод затвора, перемотка плёнки и обратная перемотка — встроенным электроприводом. Автомат с приоритетом единственной выдержки. Ввод значений светочувствительности фотоплёнки — DX-кодом. Встроенная фотовспышка с автоматическим или принудительным включением. |
| Зенит-520 2000-2002                   |                                   | КМЗ     | Малоформатный компактный простейший фотоаппарат. Корпус пластмассовый бесфутлярной конструкции. Взвод затвора, перемотка плёнки и обратная перемотка — встроенным электроприводом. Автомат с приоритетом единственной выдержки. Ввод значений светочувствительности фотоплёнки — DX-кодом. Встроенная фотовспышка с автоматическим или принудительным включением. |
| Зенит-610 2000-2002                   |                                   | КМЗ     | Малоформатный компактный фотоаппарат с автоматической фокусировкой. Корпус пластмассовый бесфутлярной конструкции. Взвод затвора, перемотка плёнки и обратная перемотка — встроенным электроприводом. Автомат с приоритетом единственной выдержки. Ввод значений светочувствительности фотоплёнки — DX-кодом. Встроенная фотовспышка с автоматическим или принудительным включением. |
| Зенит-620 2000-2002                   | Свободное изображение отсутствует | КМЗ     | Малоформатный компактный фотоаппарат с автоматической фокусировкой. Корпус пластмассовый бесфутлярной конструкции. Взвод затвора, перемотка плёнки и обратная перемотка — встроенным электроприводом. Программный автомат. Ввод значений светочувствительности фотоплёнки — DX-кодом. Встроенная фотовспышка с автоматическим или принудительным включением. |
| Зенит-КМ 2001-2005                    |                                   | КМЗ     | Малоформатный однообъективный зеркальный фотоаппарат. Крепление объективов — байонет К. Автоматическая (приоритет диафрагмы) и полуавтоматическая установка экспозиции. TTL-экспонометрическое устройство со светодиодной индикацией и на ЖК-дисплее. Ввод значений светочувствительности фотоплёнки — DX-кодом. Взвод затвора, перемотка плёнки и обратная перемотка — встроенным электроприводом. |
| Зенит-412LS 2002-2005                 |                                   | КМЗ     | Малоформатный однообъективный зеркальный фотоаппарат. Ввод светочувствительности фотоплёнки по DX-коду. Головка установки светочувствительности отсутствовала. Модификация камеры «Зенит-412DX». Основное отличие — расширен диапазон вводимых значений светочувствительности. Крепление объективов — резьба М42×1/45,5. |
| Горизонт-203 Горизонт-S3 2000-е годы  | Свободное изображение отсутствует | КМЗ     | Панорамный фотоаппарат, плёнка типа 135, размер кадра 24×58 мм. Модификация камеры «Горизонт-202». Модернизированный объектив и затвор. Видоискатель оптический. Объектив жестковстроенный, шесть значений диафрагм, восемь выдержек. |
| Горизонт-205 2000-е годы              | Свободное изображение отсутствует | КМЗ     | Среднеформатный панорамный фотоаппарат, плёнка типа 120, размер кадра 50×110 мм (6 кадров). Объектив и затвор смонтированы во вращающемся барабане (используется принцип сканирования). Видоискатель оптический. Объектив «MC Зенитар» 3,5/50 с коррекцией перспективы, фокусировка по шкале расстояний, диафрагмирование до f/22, шесть выдержек. |
| Горизонт-компакт 2000-е годы          | Свободное изображение отсутствует | КМЗ     | Панорамный фотоаппарат, плёнка типа 135, размер кадра 24×58 мм. Упрощённая модификация камеры «Горизонт-202». Видоискатель оптический. Объектив жестковстроенный, единственная диафрагма f/8, две выдержки. Выпускался для Ломографического сообщества. |

## Специальные модели
| Наименование                                       | Изображение                       | Завод                                     | Краткое описание |
| -------------------------------------------------- | --------------------------------- | ----------------------------------------- | --- |
| Ёлочка                                             |                                   | Оборонная промышленность Советского Союза | Полуформатный шкальный фотоаппарат специальной конструкции, предназначен для технической съёмки документов (репродукционные работы) и для создания микрофильма. |
| Заслон                                             |                                   | Оборонная промышленность Советского Союза | Фотоаппарат для спецслужб СССР, предназначался для негласного фотографирования документов (например, заграничного паспорта) в присутствии ничего не подозревающего иностранного гостя. |
| Зенит-В (Зенит-Е ?) «лабораторный» 1970-е — 1980-е |                                   | БелОМО                                    | «Лабораторный» «Зенит-В» («Зенит-Е»?) без экспонометра, без пентапризмы со светозащитной шахтой (в видоискателе наблюдалось перевёрнутое слева направо изображение). Единственная выдержка от руки. Предназначался для микрофотографии и репродукционной съёмки. |
| Ракурс-670 1978-?                                  | Свободное изображение отсутствует | БелОМО                                    | Профессиональный среднеформатный павильонный фотоаппарат. Видоискатель отсутствует, фокусировка и кадрирование по матовому стеклу (вставляется вместо фотоплёнки). Центральный затвор. |
| Ракурс-672 1980-?                                  |                                   | БелОМО                                    | Профессиональный среднеформатный павильонный фотоаппарат. Видоискатель отсутствует, фокусировка и кадрирование по матовому стеклу (вставляется вместо фотоплёнки). Центральный затвор. |
| Снежинка                                           |                                   | Оборонная промышленность Советского Союза | Фоторегистратор специального назначения «Снежинка» произведён на оборонном предприятии СССР в 1980-е годы. Корпус литой из алюминиевого сплава в пылевлагозащищённом исполнении, 35-мм перфорированная фотоплёнка в стандартных кассетах, размер кадра 24×36 мм, фотографический затвор — фокальный из двух пар металлических ламелей. Взвод затвора, перемотка плёнки, спуск и установка выдержек — только с пульта дистанционного управления (полностью электронное управление). Снабжён специальным креплением оптики. |
| ФКД 1930-1987?                                     |                                   | ГОМЗ, Харьковская фотофабрика и др.       | Семейство крупноформатных камер с деревянным корпусом. Использовались фотопластинки размером от 13×18 до 30×40 см |